# Microtydeus bellus
Microtydeus bellus är en spindeldjursart som beskrevs av Livshitz och Kuznetzov 1973. Microtydeus bellus ingår i släktet Microtydeus, och familjen Iolinidae. Arten är reproducerande i Sverige.